# Lúčina
Lúčina (1927–1948 slowakisch „Huviz“ – bis 1927 „Huvís“; ungarisch Hüvész – bis 1907 Huvész) ist eine Gemeinde im Osten der Slowakei mit 155 Einwohnern (Stand 31. Dezember 2024) im Okres Prešov, einem Teil des Prešovský kraj, und wird zur traditionellen Landschaft Šariš gezählt.

## Geographie

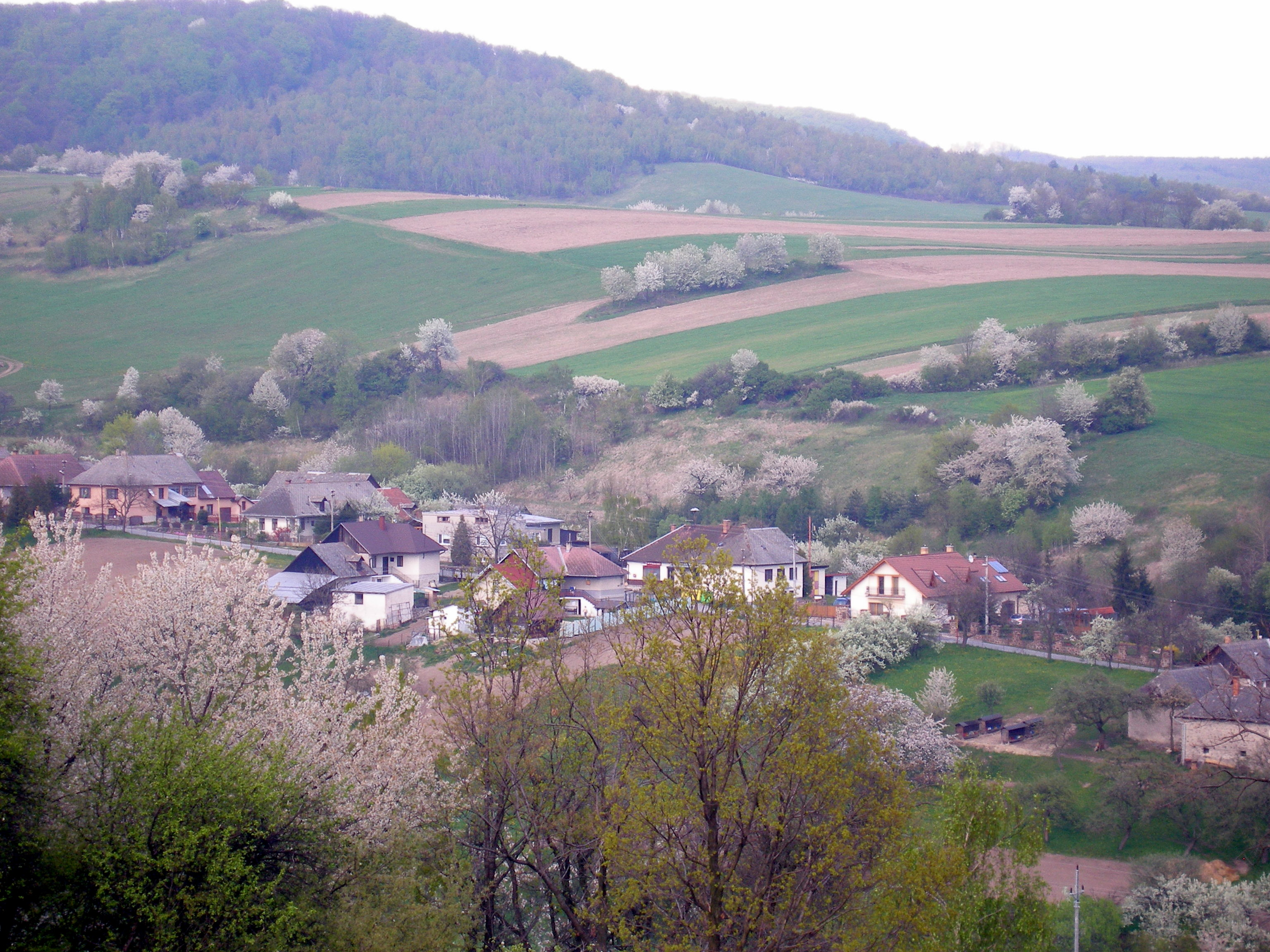
Lúčina

Die Gemeinde befindet sich am Westhang des Gebirges Slanské vrchy, im Quellbereich des Baches Lúčinský potok im Einzugsgebiet der Olšava und somit des Hornád. Das Ortszentrum liegt auf einer Höhe von 495 m n.m. und ist 26 Kilometer von Prešov entfernt (Straßenentfernung).
Nachbargemeinden sind Červenica im Norden, Osten und Südosten, Opiná im Süden und Tuhrina im Westen.

## Geschichte

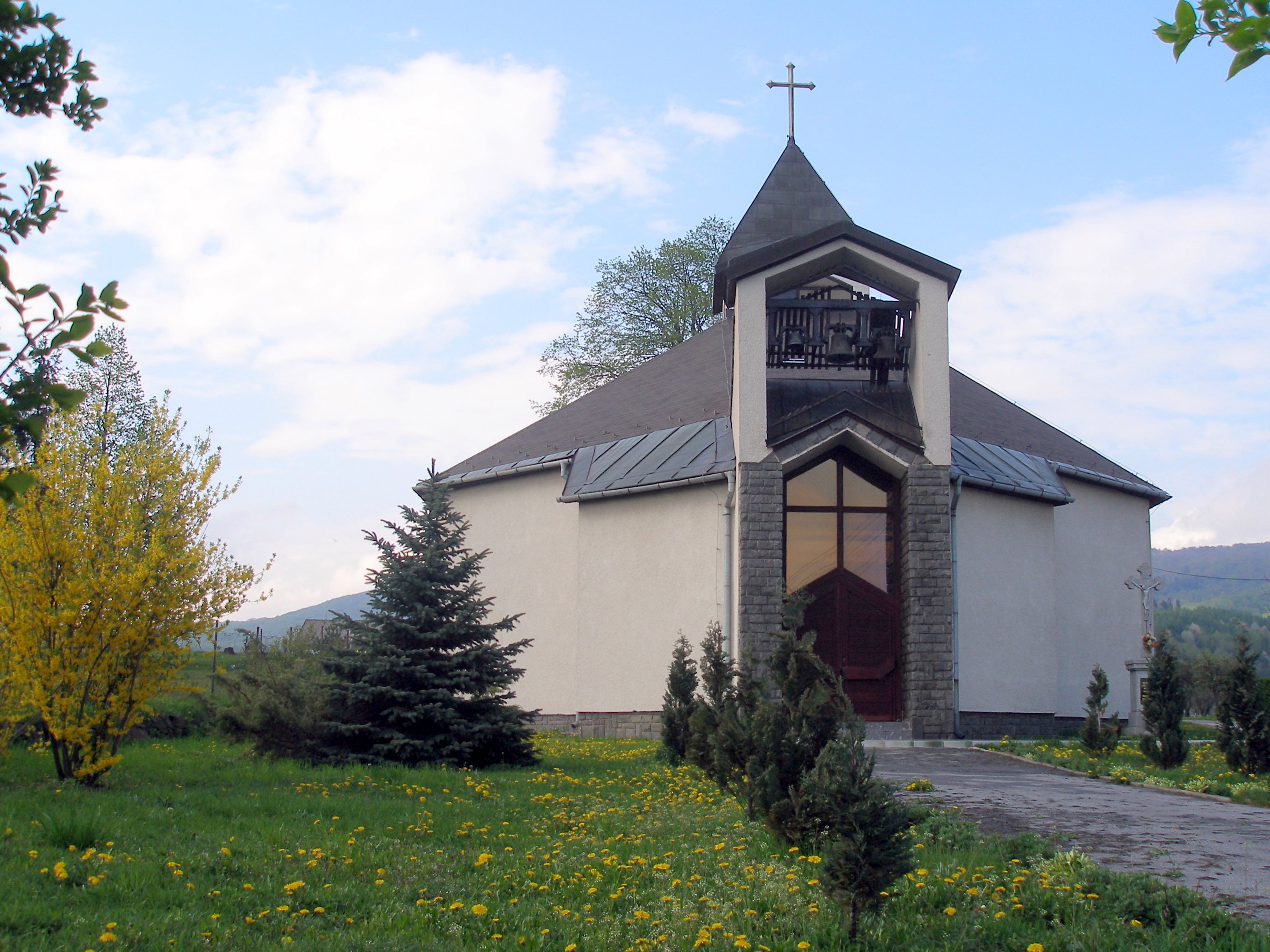
Kirche im Ort

Lúčina wurde zum ersten Mal 1787 als Hóvíz schriftlich erwähnt und entstand auf damaligem Gemeindegebiet von Červenica. 1828 zählte man 20 Häuser und 152 Einwohner. Um die Mitte des 19. Jahrhunderts herrschte eine Hungersnot im Ort. Die riesigen Wälder in der Umgebung gehörten im späten 19. Jahrhundert dem Ärar.
Bis 1918/1919 gehörte der im Komitat Sáros liegende Ort zum Königreich Ungarn und danach zur Tschechoslowakei beziehungsweise heute Slowakei. In der ersten tschechoslowakischen Republik waren die Einwohner als Brenner, Köhler, Landwirte und Waldarbeiter tätig. Nach dem Zweiten Weltkrieg wurde die örtliche Einheitliche landwirtschaftliche Genossenschaft (Abk. JRD) im Jahr 1954 gegründet, ein Teil der Einwohner pendelte zur Arbeit nach Prešov und Solivar.

## Bevölkerung
| Jahr                | 1994 | 2004    | 2014     | 2024    |
| ------------------- | ---- | ------- | -------- | ------- |
| Anzahl der Personen | 153  | 154     | 171      | 155     |
| Unterschied         |      | +0,65 % | +11,03 % | −9,35 % |

| Jahr                | 2023 | 2024    |
| ------------------- | ---- | ------- |
| Anzahl der Personen | 157  | 155     |
| Unterschied         |      | −1,27 % |

Nach der Volkszählung 2011 wohnten in Lúčina 160 Einwohner, davon 157 Slowaken. Ein Einwohner gab eine andere Ethnie an und zwei Einwohner machten keine Angabe zur Ethnie.
114 Einwohner bekannten sich zur römisch-katholischen Kirche, 32 Einwohner zur Evangelischen Kirche A. B., vier Einwohner zu den Siebenten-Tags-Adventisten und drei Einwohner zur griechisch-katholischen Kirche. Ein Einwohner bekannte sich zu einer anderen Konfession, drei Einwohner waren konfessionslos und bei drei Einwohnern wurde die Konfession nicht ermittelt.

## Baudenkmäler
- Glockenturm
- moderne römisch-katholische Kirche aus den Jahren 1991–1994

## Verkehr
Durch Lúčina führt die Straße 3. Ordnung 3438 zwischen einem Abzweig südlich von Tuhrina und Červenica.